# Вовк Любов Йосипівна
Любов Йосипівна Вовк (Крушельницька) (нар. 28 липня 1933 — 24 липня 2018, місто Львів) — українська радянська діячка, новатор виробництва, робітниця, бригадир фасувальників Львівського хіміко-фармацевтичного заводу Львівської області. Герой Соціалістичної Праці (26.05.1977).

## Біографія
Народилася в родині Йосипа Крушельницького.
З середини 1950-х років — робітниця, бригадир фасувальників, майстер таблетно-фасувального цеху Львівського хіміко-фармацевтичного заводу Львівської області. Очолювала комсомольсько-молодіжну бригаду комуністичної праці, була головою ради наставників Львівського хіміко-фармацевтичного заводу.
Член КПРС.
Указом Президії Верховної Ради СРСР від 26 травня 1977 року Любові Вовк присвоєно звання Героя Соціалістичної Праці з врученням ордена Леніна і золотої медалі «Серп і Молот».
Потім — на пенсії в місті Львові. 

## Нагороди
- Герой Соціалістичної Праці (26.05.1977)
- орден Леніна (26.05.1977)
- орден Трудового Червоного Прапора
- орден «Знак Пошани»
- медалі